# حشيشة الملاك موريسوني
حشيشة الملاك موريسوني (الاسم العلمي: Angelica morrisonicola) هو نبات جنسه حشيشة الملاك و ينتمى لفصيلة خيمية، هو الأكثر انتشاراً في تايوان. يُعد من أجود أنواع النباتات في تايوان، ينمو على منطقة ارتفاعها من 3-3.5 ألف متر، فهو غالباً ينمو أعلى المناطق المرتفعة، ينمو طبيعياً دون تدخل صناعي.